# گیلمو دی ویلارت

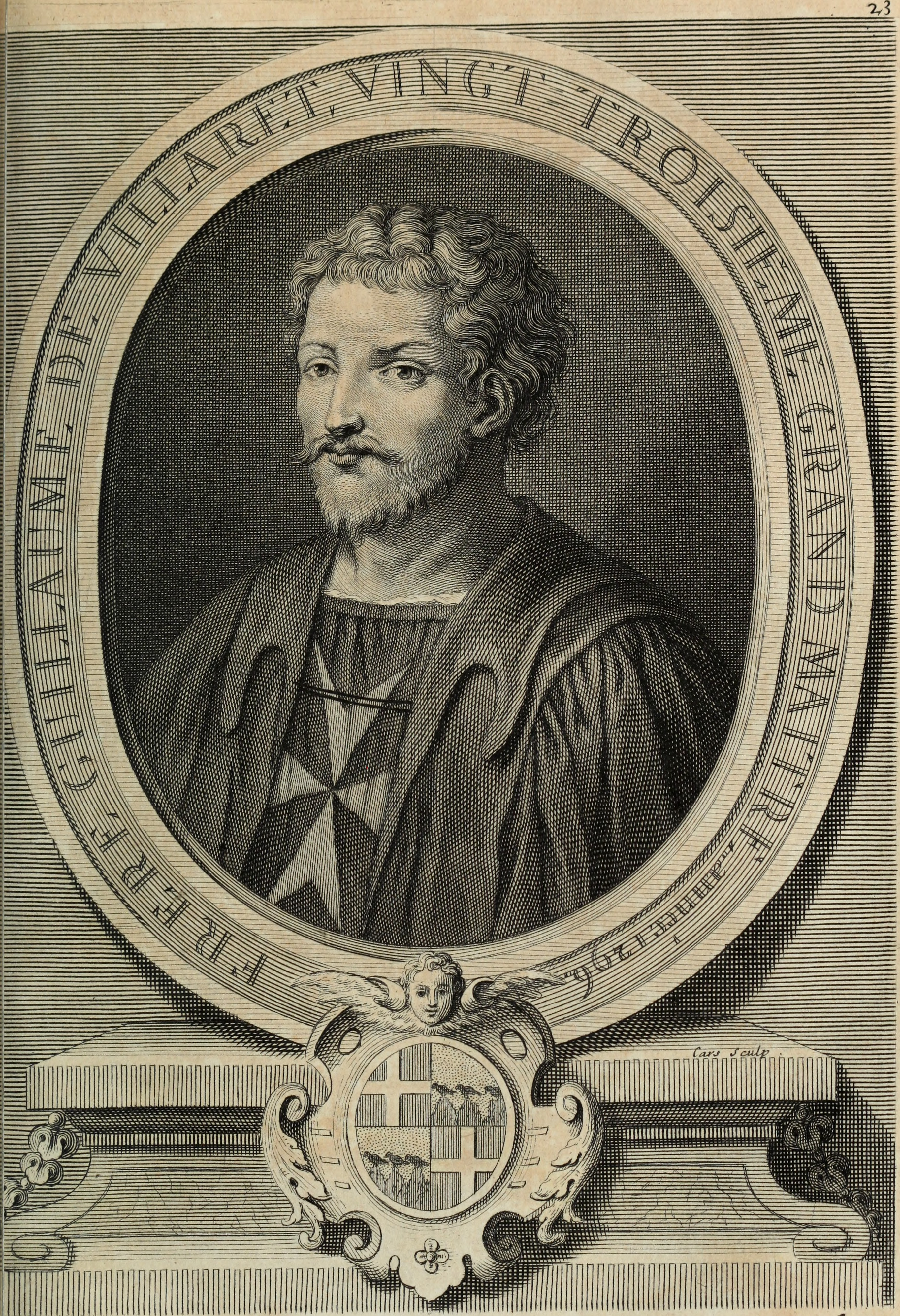
گیلمو دی ویلارت

گیلمو دی ویلارت (اکسیتانی: Guilhem del Vilaret)، (درگذشت: ۱۳۰۵) زاده لانگداک روسیون، فرانسه و ۲۴امین استاد اعظم شوالیه‌های هوسپیتالر می‌باشد. او این سمت را از ۱۲۹۶ میلادی تا زمان مرگش برعهده داشت. جانشین و برادرزاده او فولکوس دی ویلارت بود.